# Euthycera stictica
Euthycera stictica är en tvåvingeart som först beskrevs av Fabricius 1805.  Euthycera stictica ingår i släktet Euthycera och familjen kärrflugor. Inga underarter finns listade i Catalogue of Life.